# Bacsi

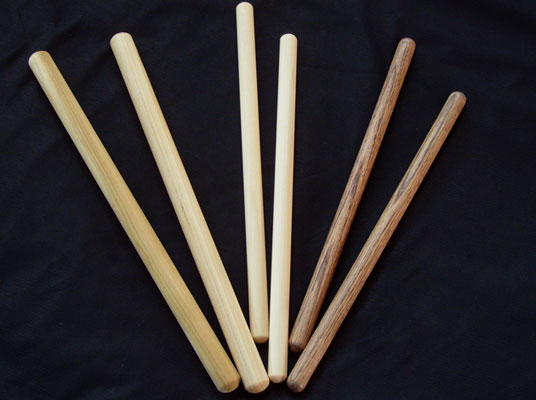
Bacsi taiko dobokhoz

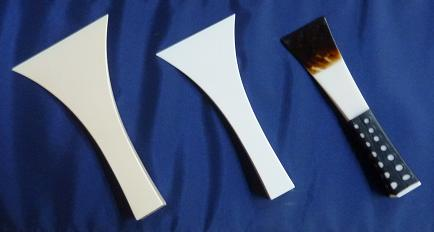
Bacsi pengetős hangszerekhez

A bacsi (桴 vagy 枹; Hepburn: bachi) vagy batcsi, esetleg bucsi azoknak a fából készült botocskáknak a neve, amikkel a japán taiko dobokon játszanak, de így hívják azt a pengetőt is, (撥) amivel pengetős hangszereket, a samiszent és a bivát szólaltatják meg.
A dobhoz használt bacsit sokféle méretben, többféle anyagból csinálják, hogy kielégítsék a különböző dobok támasztotta eltérő igényeket. Egy tipikus bacsi 22 milliméter átmérőjű és 400 milliméter hosszú keményfából készült, például tölgyből. A nagyobb bacsikkal értelemszerűen nagyobb dobokon játszanak, míg a kisebb méretűekkel a kisebb dobokon. A taiko dobolás előadásmódja nagyon látványos, ezért a dobverőket néha harangokkal vagy bojtokkal díszítik.
A pengetős hangszerekhez használt bacsi nagyobb méretű, formájában leginkább spatulára emlékeztető eszköz, jelentősen eltér a nyugaton megszokott gitár- vagy mandolinpengetőktől, amelyek kis méretűek, és amiket két ujj közé fogva használnak. A bacsi kemény anyagból: elefántcsontból, teknőcből, keményfából készül, szélessége a 25 cm-t is elérheti.